# 保善寺
保善寺（ほぜんじ）は、東京都中野区にある曹洞宗の寺院。

## 概要
1593年（文禄2年）、武田信玄の従弟の蟠翁門龍大和尚によって開山された。元々は牛込通寺町（現・東京都新宿区神楽坂）に位置していたが、1906年（明治39年）に現在地に移転した。
江戸幕府3代将軍徳川家光が、当寺に立ち寄り、獅子に似た犬を贈ったことから「獅子寺」と呼ばれることになった。
併設施設として幼稚園「ほぜんじ幼稚園」を運営している。

## 墓所
- 稲垣家（鳥羽藩藩主家）
- 稲垣家（山上藩藩主家）
- 依田政次（大目付）

また蟠翁門龍大和尚が武田家の流れをくむ人物であることから、墓地には武田家旧家臣の末裔の墓が数多くある。

## 交通アクセス
- 落合駅1番出口より徒歩8分（経路案内）。
- 都営地下鉄大江戸線東中野駅A3出口より徒歩8分（経路案内）。
- JR東日本東中野駅西口より徒歩10分（経路案内）。